# Heitor Villa-Lobos
Heitor Villa-Lobos, brazilski skladatelj, * 5. marec 1887, Rio de Janeiro, † 17. november 1959, Rio de Janeiro.
Sprva je služil denar kot kavarniški glasbenik - čelist. Med letoma 1923 in 1930 je bival v Evropi, kjer so skladbe Igorja Stravinskega nanj naredile velik vtis in vplivale na njegovo skladateljsko prihodnost. Med njegova najbolj znana delo sodijo Bachianas Brasileiras, napisane v neobaročnem stilu s pridihom brazilskih glasbenih značilnosti. V Braziliji je v mnogih mestih deloval kot profesor glasbe, ustanovil pa je Conservatório Nacional de Canto Orfeónico in Glasbeno akademijo Brazilije. Skomponiral je 12 simfonij, 4 opere, več solističnih koncertov, pisal je filmsko, komorno in klavirsko glasbo. 